# Gà Barbu d'Anvers

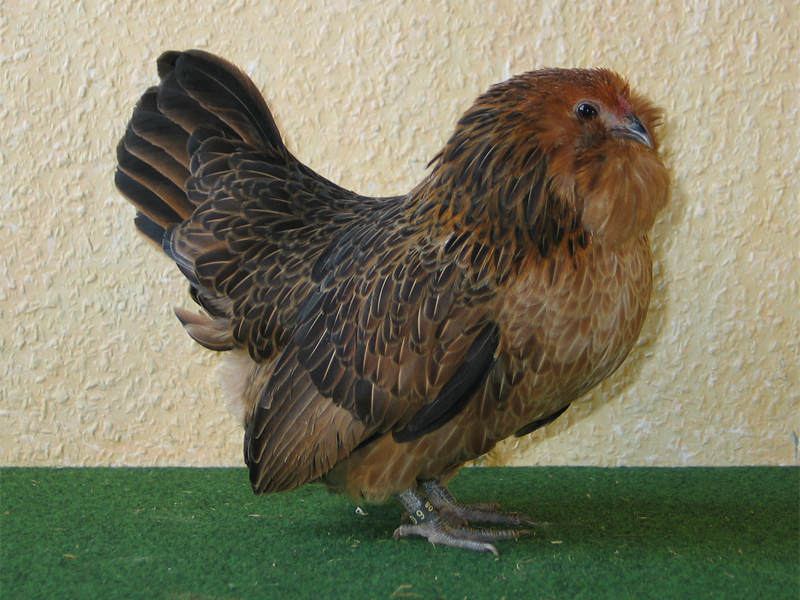
Gà Barbu d'Anvers

Gà Barbu d'Anvers (tiếng Hà Lan: Antwerpse baardkriel), là một giống gà Bantam có nguồn gốc từ Bỉ. Đó là một con gà tre bantam thực sự, con trống nặng khoảng 700 gram và gà mái khoảng 600g. Gà Barbu d'Anvers là một trong những giống bantam lâu đời nhất và được cho là có nguồn gốc ở tỉnh Antwerp (tiếng Pháp là Anvers) ở miền bắc Flanders. Đây là giống bantam duy nhất của Bỉ không bị đe dọa tuyệt chủng. Ở Hoa Kỳ nó có thể được gọi là gà Bỉ hoặc gà Bỉ râu d'Anvers.

## Lịch sử
Gà Barbu d'Anvers là một trong những giống gà bantam lâu đời nhất, và xuất phát từ những con gà nhỏ có râu của các vùng thấp tương tự như những bức tranh của Aelbert Cuyp trong thế kỷ XVII. Từ năm 1858, và mô tả đầu tiên là của Victor La Perre De Roo năm 1882. Từ khoảng năm 1890 đã có sự quan tâm ngày càng tăng về giống gà này, và đến năm 1910, Câu lạc bộ Avicole du Barbu Nain, câu lạc bộ của nhà tạo giống, có gần năm trăm thành viên.
Đây là giống bantam duy nhất của Bỉ không bị đe dọa tuyệt chủng. Cuộc điều tra dân số năm 2005 đã tìm thấy 1500 con gà thuộc giống này. Các con gà Barbu d'Anvers có một biến thể ít đuôi, Barbu de Grubbe, và là tiền thân của các giống bantam Bỉ khác như Barbu d'Uccle và Barbu d'Everberg. Chúng được bao gồm trong tiêu chuẩn của sự hoàn hảo của Hiệp hội gia cầm Mỹ năm 1949. 

## Đặc điểm
Các con gà Barbu d'Anvers là một con gia cầm nhỏ bé với một vòng tròn lớn, ngực mà chuyển về phía trước, và một cái đuôi cong. Như tên gọi của nó, nó có một bộ lông dày xồm bao phủ dái tai. Nó có một chiếc mào hình hoa hồng nhỏ. Tại Bỉ 29 loại lông màu được công nhận, ở Đức có sáu loại khác. Gà Barbu d'Anvers là một giống thuần túy, được giữ như là một con gà kiểng hoặc những người chơi gia cầm cho thấy. Gà mái đẻ trứng nhỏ màu trắng kem thường có trọng lượng dưới 35g, chúng là những bà mẹ nuôi con khéo.